# Lise Meitner
Lise (Elise) Meitner, (n. 7 noiembrie 1878, Viena, Austro-Ungaria – d. 27 octombrie 1968, Cambridge, Anglia, Regatul Unit) a fost o fiziciană nuclearistă austriacă de origine evreiască. Printre altele, în februarie 1939 a publicat – alături de nepotul ei Otto Robert Frisch – prima explicație teoretică a fisiunii nucleare, fenomen descoperit prin metode radiochimice la 17 decembrie 1938 de către colegul ei Otto Hahn și asistentul acestuia, Fritz Strassmann. 
Elementul chimic meitneriu (1997), asteroidul 6999 Meitner (1977), un crater de impact de pe Lună și unul de pe Venus au fost denumite în onoarea sa.

## Familie

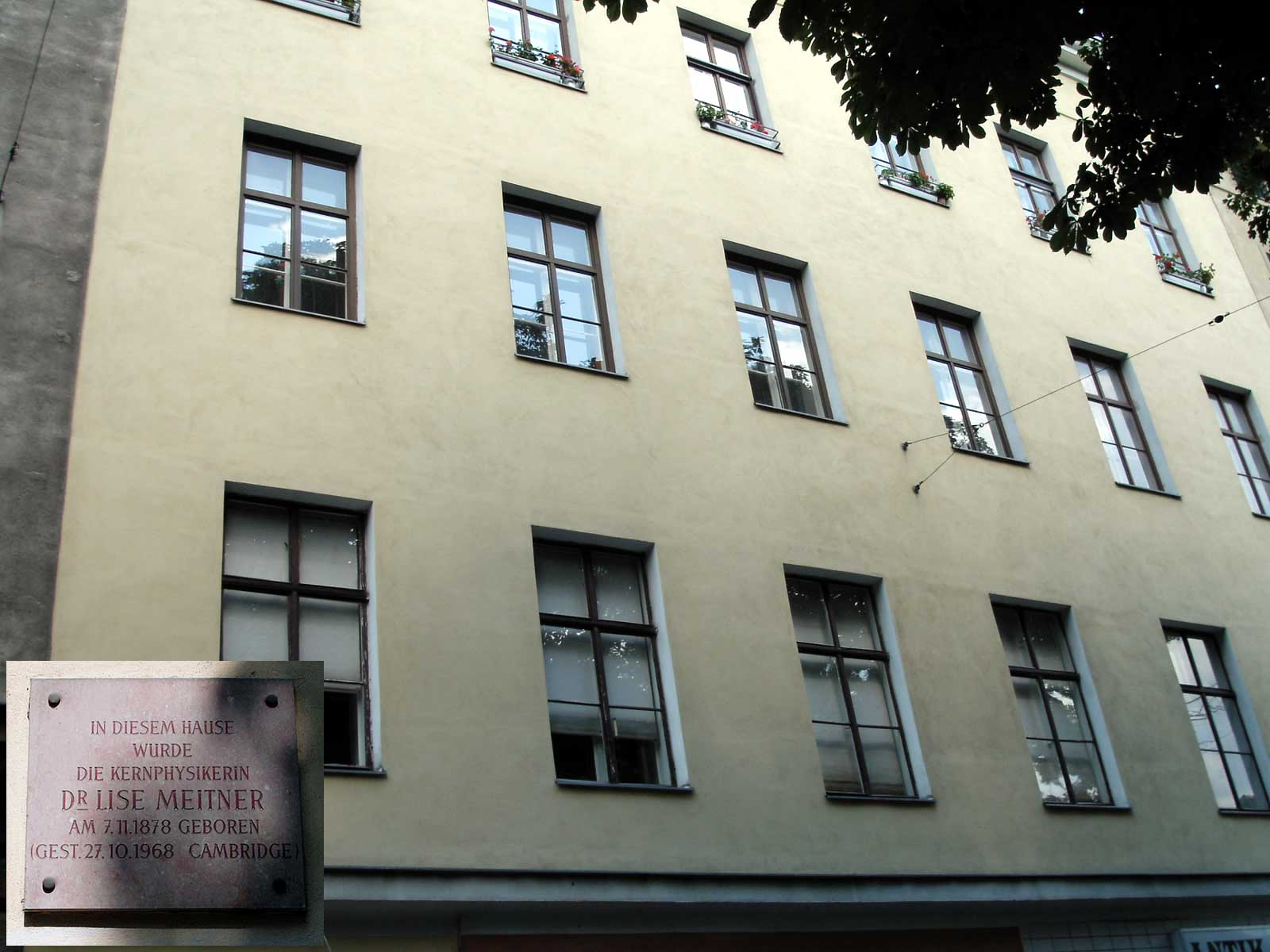
Casa în care s-a născut.

Familia viitoarei savante, originară din Meiethein, regiunea Olmütz, se mutase încă din secolul al XVII-lea la Viena. Când a trebuit să adopte un nume de familie pe timpul domniei lui Iosif al II-lea al Sfântului Imperiu Roman, la sfârșitul secolului al XVIII-lea, a fost ales – în amintirea locului de origine – acela de Meietheiner, care mai târziu a fost prescurtat în Meitner. 
Elise s-a născut în al doilea district al Vienei (Leopoldstadt), fiind al treilea dintre cei șapte copii ai avocatului (și jucător internațional de șah) Philipp Meitner (1839-1910) și a soției sale Hedwig Skovran (1850-1926) din Mährisch Weißkirchen, Moravia. Tatăl ei și-a desfășurat activitatea în calitate de avocat al curții și al tribunalului, înainte ca familia să se mute la „adrese mai bune”, anume în Kaiser-Joseph-Straße 27, (în prezent Heinestraße). Lise Meitner a fost educată religios în ritul protestant. În anul 1908 Lise Meirner a fost botezată în acest rit. A doua fiică a părinților săi, Auguste (convertită mai târziu la catolicism), a fost o pianistă de concert, al cărei fiu a fost fizicianul Otto Robert Frisch.

## Biografie

### Studii

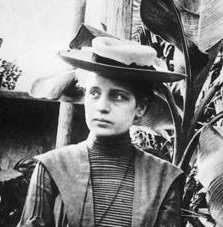
Lise Meitner, pe la 1900.

Lise Meitner a frecventat mai întâi o școală civilă de meserii (comerț și meșteșugărie). După absolvirea școlii, a trecut examenul de învățători pentru limba franceză. În plus, s-a pregătit singură pentru bacalaureat, pe care l-a promovat în 1901 la Gimnaziul Academic din Viena, la vârsta de 22 de ani.
În același an a început studiul fizicii, matematicii și filozofiei la Universitatea din Viena. Cel mai important profesor al său a fost Ludwig Boltzmann. Încă din primele semestre s-a ocupat cu problemele legate de radioactivitate. A obținut doctoratul în 1906, fiind a doua femeie care a studiat fizica drept materie principală la această universitate. Titlul tezei de doctorat  a fost Prüfung einer Formel Maxwells (Demonstrația unei formule a lui Maxwell), publicată sub titlul Wärmeleitung in inhomogenen Körpern (Conducția termică în corpuri neomogene), sub îndrumarea lui Franz-Serafin Exner. A depus o cerere de angajare la Marie Curie în Paris, dar fără succes. În consecință, în primul an după obținerea doctoratului a lucrat la Institutul de fizică teoretică din Viena.

### Cercetare și activități didactice

#### La Institutul de Chimie Kaiser Wilhelm din Berlin
În 1907, Meitner a mers pentru o pregătire științifică suplimentară la Berlin, la Institutul de Chimie Kaiser Wilhelm, unde a dorit în principal să audieze prelegerile lui Max Planck. Acolo l-a întâlnit pentru prima dată pe tânărul chimist Otto Hahn, cu care avea să conlucreze în următorii 30 de ani. A muncit ca „vizitator neplătit” alături de Otto Hahn în camera de lucru a lui Planck, un fost atelier de prelucarea lemnului al institutului, situat în partea veche a clădirii. Deoarece femeile nu aveau încă voie să studieze în Prusia, a trebuit să intre în clădire întotdeauna prin ușa din spate și nu a avut voie să viziteze sălile de curs și laboratoarele experimentale ale studenților. Această interdicție a durat până în 1909, când studiul pentru femei a fost introdus în mod oficial în Prusia.

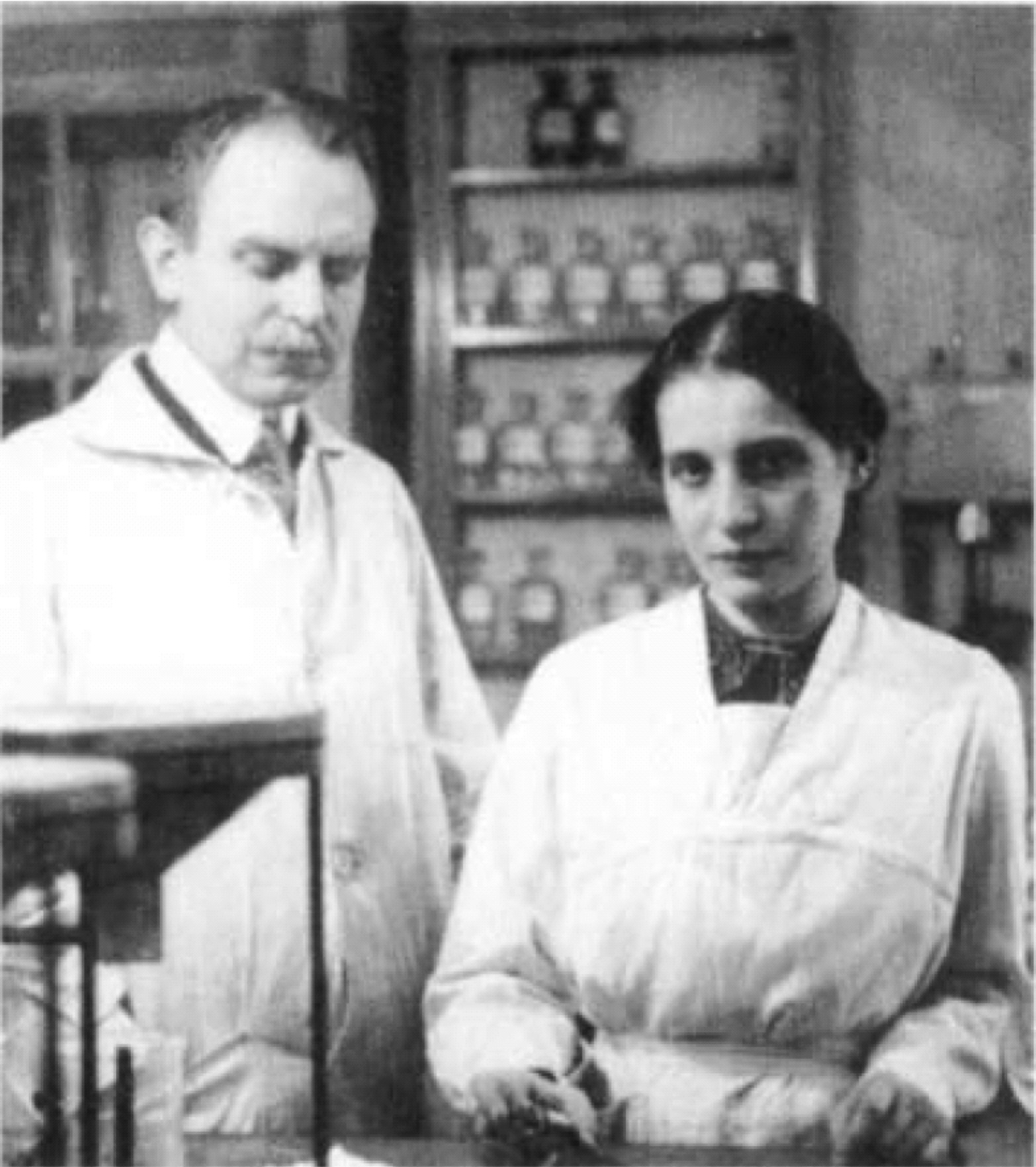
Meitner și Hahn în laborator, 1912.

După ce Societatea Kaiser Wilhelm pentru promovarea științelor a deschis în 1912 la Berlin-Dahlem două institute – unul pentru chimie și altul pentru chimia fizică și electrochimie – condițiile de muncă s-au schimbat pentru tânăra cercetătoare. A lucrat în continuare gratuit alături de Otto Hahn în secțiunea de radiochimie ca „oaspete științific”, unde a continuat studiul inițiat anterior asupra comportamentului radiației β ale diferitelor substanțe radioactive în câmp magnetic, fiind foarte bucuroasă de a fi scăpat de fostul atelier de prelucrare a lemnului, deja contaminat radioactiv. Împreună cu Hahn a descoperit în acest timp diverși radionuclizi  și a fost cea care a făcut primele fotografii ale urmelor pozitronilor anihilați de către radiația gama și cea care a demonstrat formarea de perechi pozitron–electron la energii ridicate. Totuși, ca femeie nu a fost considerată egală colegilor ei de gen masculin. Statutul său de persoană tolerată s-a schimbat pentru Meitner atunci când a primit o ofertă a Universității Caroline din Praga pentru preluarea unei funcții de conferențiar universitar, cu perspectiva ulterioară de a deveni profesor. Nedorind să o piardă, Societatea Kaiser Wilhelm i-a oferit o poziție permanentă în 1913, devenind astfel primul membru științific feminin al societății. Între 1912–1915 a fost asistentă (neoficială) a lui Max Planck. Prin aceste succese, Lise Meitner și-a făcut un nume în fizică și i-a cunoscut personal pe Albert Einstein și pe Marie Curie.

#### În Primul Război Mondial
Cel puțin la începutul Primului Război Mondial, fiziciana a fost la fel de entuziasmată de război ca aproape toți colegii săi. Otto Hahn, alături de James Franck și Gustav Hertz, a supravegheat personal (în numele lui Fritz Haber) prima utilizare a clorului drept gaz de luptă în a doua bătălie din Flandra (21 aprilie – 25 mai 1915). Norul de gaze otrăvitoare a surprins inamicul, ucigând circa 5000 de soldați și vătămând alte aproximativ 10000. Trei zile mai târziu, Meitner i-a scris lui Hahn: „Vă felicit pentru succesul la Ypres!”. Cu toate acestea, Meitner nu a fost implicată direct în cercetarea sau dezvoltarea armelor chimice. S-a instruit ca infirmieră și asistentă de radiografie, iar din iulie 1915 a activat drept soră medicală a armatei Austro-Ungare într-un spital militar de pe frontul de est.
În octombrie 1916 Lise Meitner s-a întors la institutul din Berlin, unde a continuat să lucreze alături de Hahn, reîntors – la rândul său – în decembrie 1916 de pe front. În 1917, Hahn și Meitner au descoperit izotopul protactiniu-231, forma de viață mai îndelungată a elementului cu numărul atomic 91. Izotopul protactiniu-234 cu timp de înjumătățire mai scurt (denumit pe atunci Brevium), fusese anterior descoperit de către Kasimir Fajans și Oswald Helmuth Göhring în 1913. În 1949, elementul cu numărul de ordine 91 a fost numit în cele din urmă protactiniu, iar Hahn și Meitner au fost confirmați de către Uniunea Internațională de Chimie Pură și Aplicată (IUPAC) drept unici descoperitori.

#### Șefă a secției de radiofizică și profesoară universitară

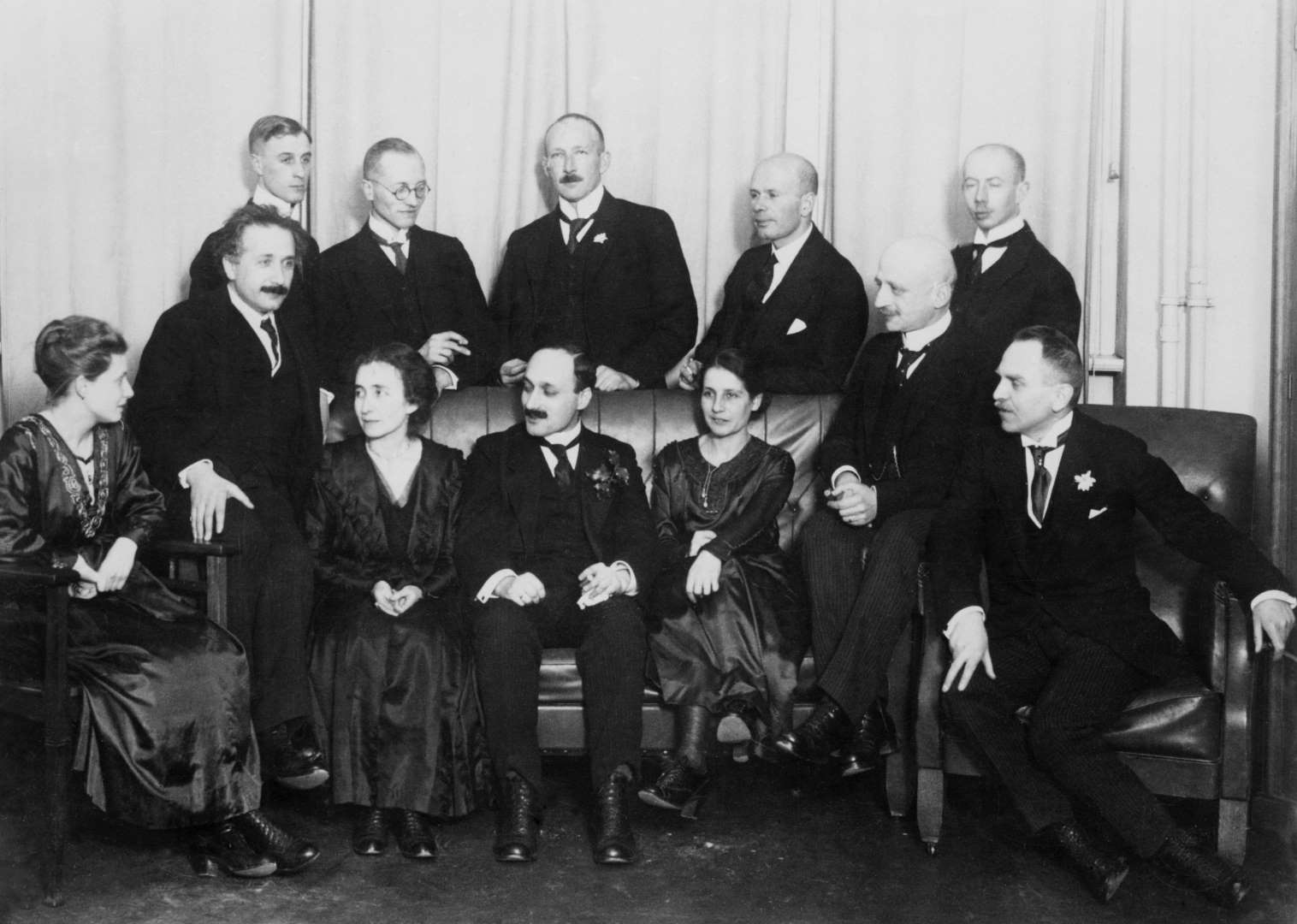
Lise Meitner alături de colegi, 1920.

În anul 1918, Lise Meitner a primit pentru prima dată conducerea unei secții, fiind remunerată corespunzător, devenind astfel șefa departamentului de radiofizică al „Institutului de Chimie Kaiser Wilhelm”. În 1922 a obținut abilitarea (așadar a căpătat facultas docendi) și dreptul de a lucra ca docent. În această perioadă s-a concentrat pe investigarea naturii fizice a radiațiilor α, β și γ precum a proceselor de dezintegrare asociate, devenind cunoscută curând pe plan internațional pentru cercetările sale asupra radiației secundare β cu originea în învelișul electronic. Contrar presupunerii cercetătorilor britanici, ea a susținut că radiația gama ar fi emisă după transmutațiile nucleare suferite în urma dezintegrării α sau β, fapt dovedit în 1925. În sfârșit, în anul 1926 a fost numită profesor asociat de fizică nucleară experimentală la Universitatea Humboldt din Berlin, devenind astfel prima profesoară universitară de fizică din Germania.

#### Perioada 1933-1938 și exil

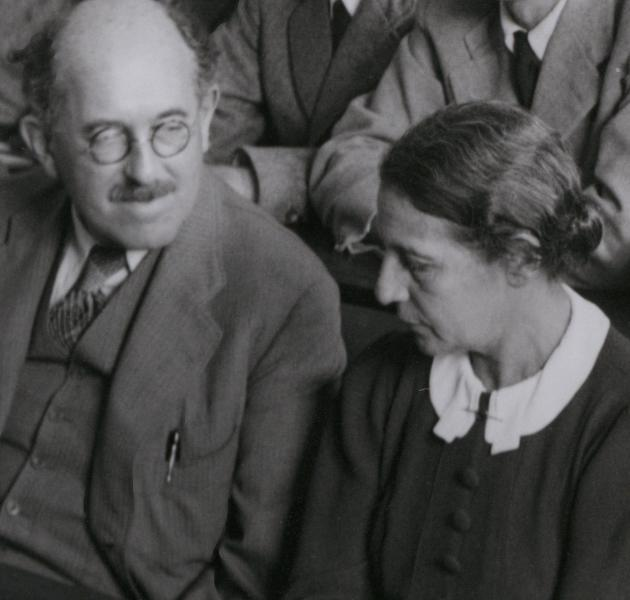
Lise Meitner și Otto Stern, 1937.

După 31 ianuarie 1933, ziua când Adolf Hitler a fost numit cancelar al imperiului, Meitner, ca mulți alții, a crezut  că partidul  NSDAP va rămâne tolerant, pentru că astfel de perioade de schimbare sunt la început inevitabil legate de tot felul de frământări, dar ar depinde pe moment de o reticență rezonabilă, datorită și faptului, că  discursul inaugural al lui Hitler în calitate de cancelar al Reichului, difuzat la radio, a sunat „foarte moderat, plin de tact și conciliant”. Dar, ca urmare a legii pentru restabilirea serviciului public de la începutul lunii aprilie 1933, profesoarei a fost abjudecată autoritatea didactică din cauza descendenței ei evreiești, deci deja de mult creștină. De acea a putut continua lucrarea științifică la experimentele de iradiere cu neutroni numai în Institutul non-statal „Kaiser Wilhelm”.
După sancționarea legilor de la Nürnberg în 1935 și tratamentul din ce în ce mai nemilos și inuman către evrei și descendenții lor precum pierderii cetățeniei austriece din cauza conexiunii Austriei cu Germania, Otto Hahn a fost foarte îngrijorat de siguranța ei (deși Lise și-a fost mult mai puțin conștientă de pericolul iminent), temându-se că colega lui va deveni foarte curând victima ideologiei rasiale naziste, și, prin urmare, a pregătit împreună cu chimistul olandez Dirk Coster plecarea ilegală în exil care a reușit pe 13 iulie 1938. Ultima noapte înainte de plecarea ei de la Berlin a petrecut-o în casa soților Edith și Otto Hahn în Dahlem. Chimistul faimos i-a dăruit cu acest prilej un inel cu diamante foarte valoros, o moștenire de familie din partea mamei sale, pentru situații de urgență în străinătate. Peste Olanda și Danemarca a sosit în Suedia, unde a fost angajată de „Institutul Nobel”, căpătând acolo posibilitatea de a continua cercetările ei. Meitner și Hahn au rămas în corespondență. Astfel, Hahn a informat-o mai departe de progresul în cercetările lor comune. I-a scris despre procesul pe care l-a descoperit împreună cu asistentul său, Fritz Straßmann, pe baza unor metode radio-chimice extrem minuțioase, pe care le-a denumit  „spargerea” nucleului ((Uraniu]]lui. Cu acest comportament a riscat, dacă ar fi fost  descoperit, internarea într-un Lagăr de concentrare nazist și probabil moartea. Între timp devenită pacifistă, Meitner a refuzat cooperația oferită de americani respectiv construcției bombei atomice, rămânând în exilul suedez până în 1946.

#### După război

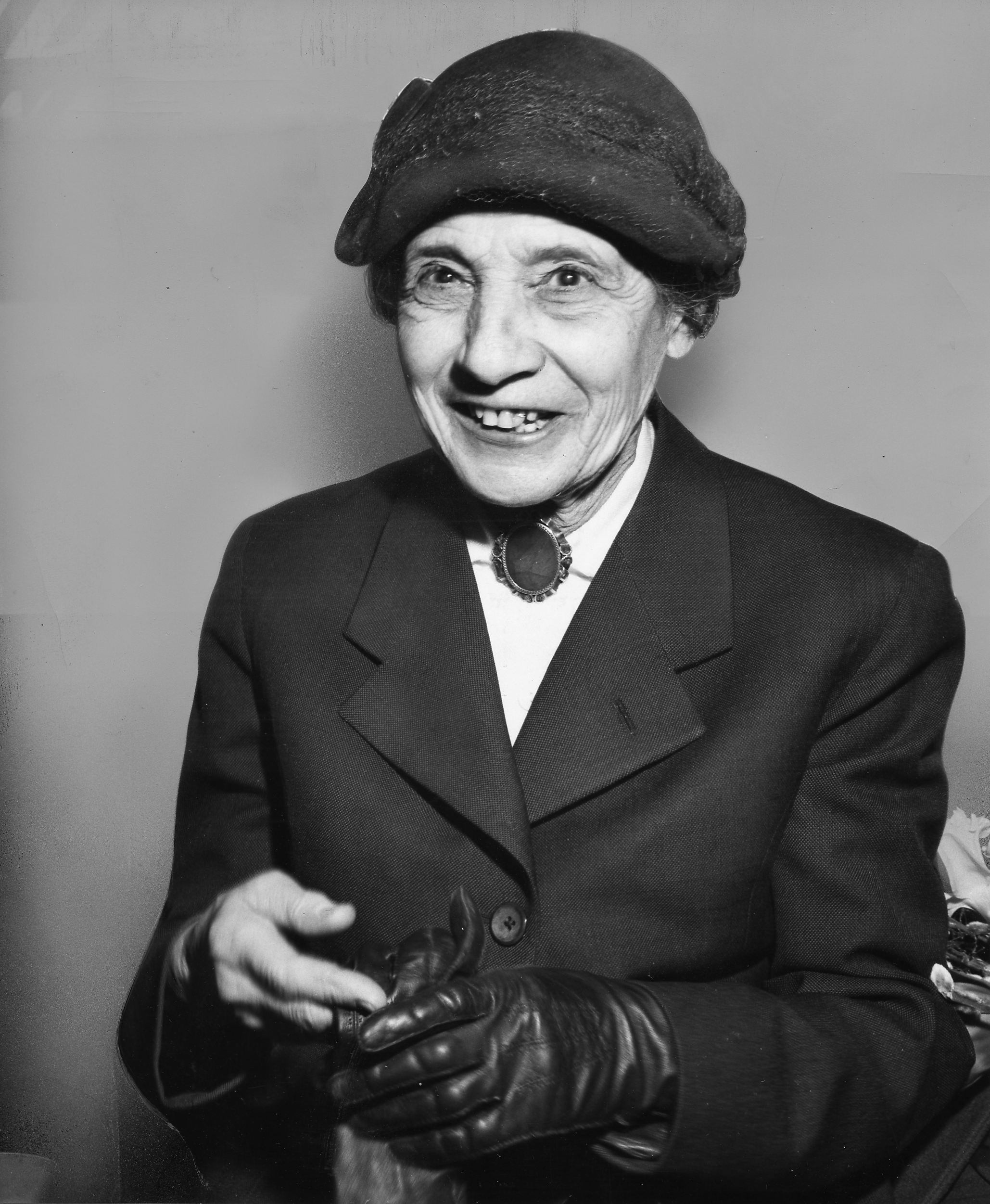
Lise Meitner, 1953.

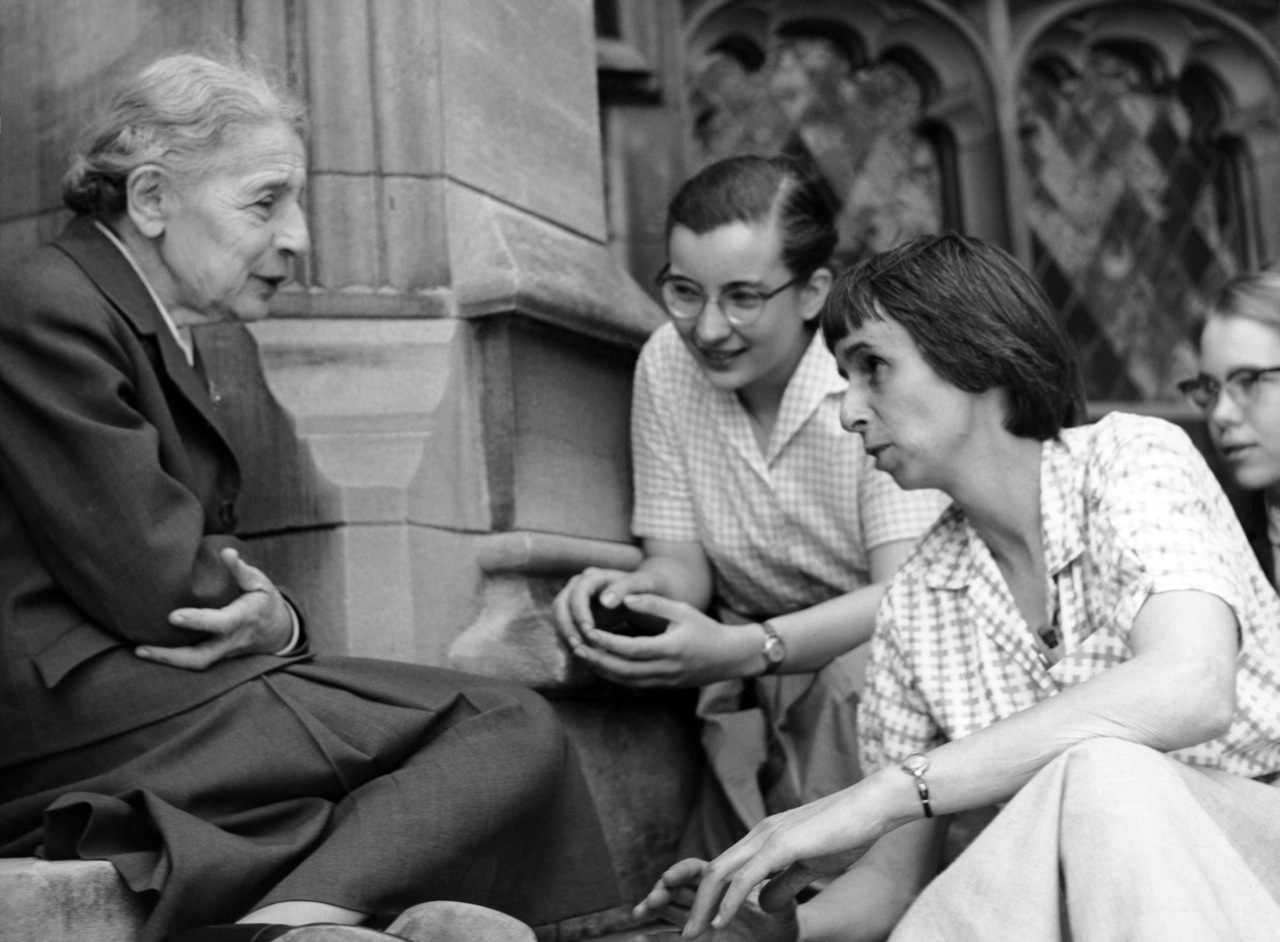
Marea savantă împreună cu studenții, 1959.

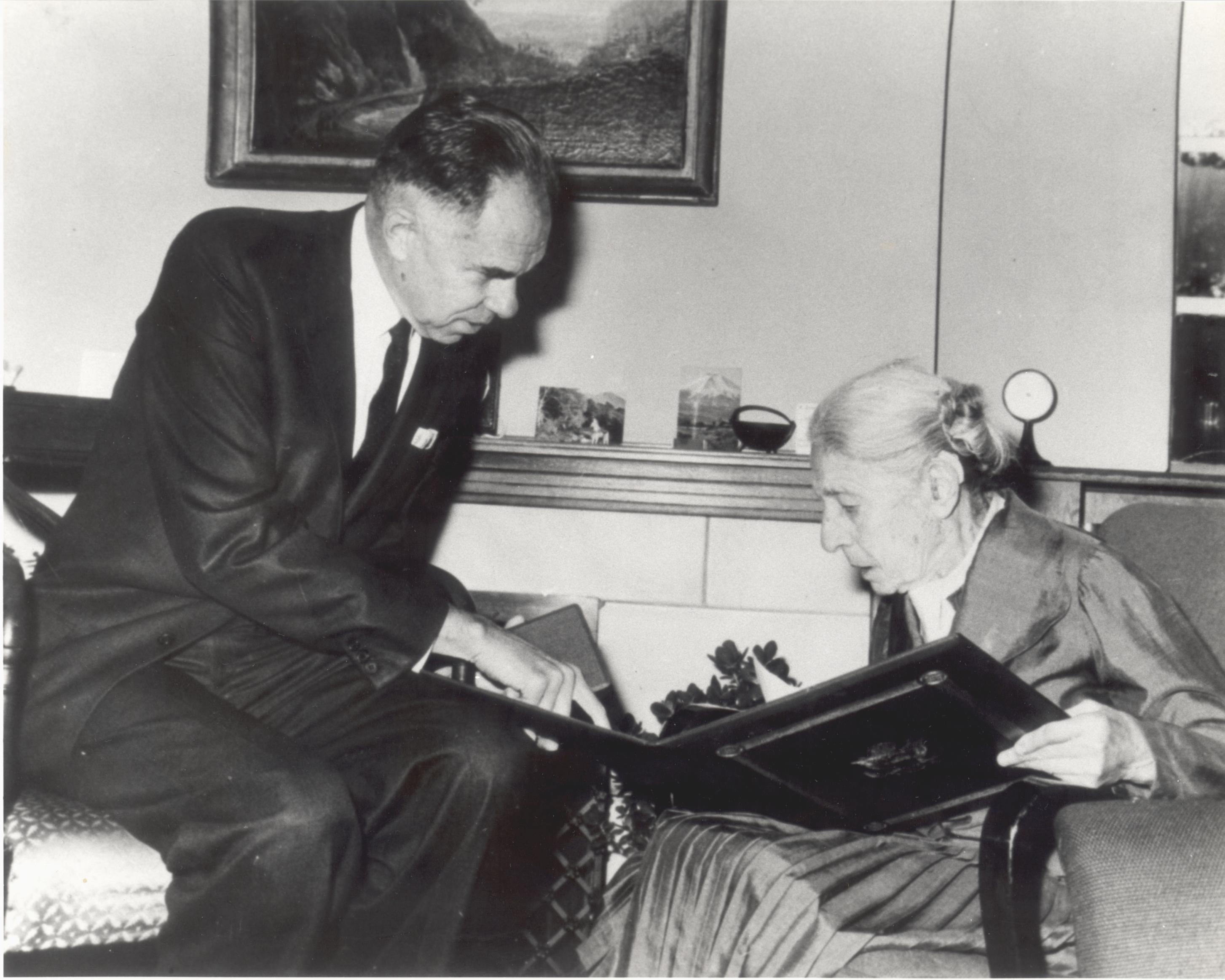
Lise Meitner la ceremonia de decernare a premiului Fermi, 1966.

În 1946, în timpul unui turneu de prelegeri în SUA, Lise Meitner a fost denumită de către presa americană – la numai un an după bombardarea orașelor Hiroshima și Nagasaki –  drept „femeia anului” și „mama evreică a bombei atomice” (fapt chestionabil, dar care s-a propagat până în prezent), fapt care a stârnit nemulțumirea savantei. Pentru ea a fost întotdeauna de neconceput să contribuie la construcția unei arme de distrugere în masă, mai ales pentru că a militat până la moartea sa pentru utilizarea pașnică a fisiunii nucleare.
Din 1947, Lise Meitner a condus Departamentul de Fizică Nucleară de la Institutul de Fizică al Universității Tehnice Regale din Stockholm și a susținut numeroase prelegeri ca profesor invitat al universităților americane.
În perioada postbelică, Lise Meitner a primit numeroase distincții în întreaga lume, în special în Republica Federală Germania, țară pe care a vizitat-o destul de des și cu drag. De asemenea, ea nu a pierdut ocazia de a călători de la Stockholm la Göttingen, pentru a-l felicita personal și public pe prietenul ei Otto Hahn la împlinirea vârstei de 80 de ani (8 martie 1959). Dar bătrânețea a silit-o să se retragă din toate funcțiile și s-a mutat, în 1960, la nepotul ei Otto Robert Frisch rezident la Cambridge. 

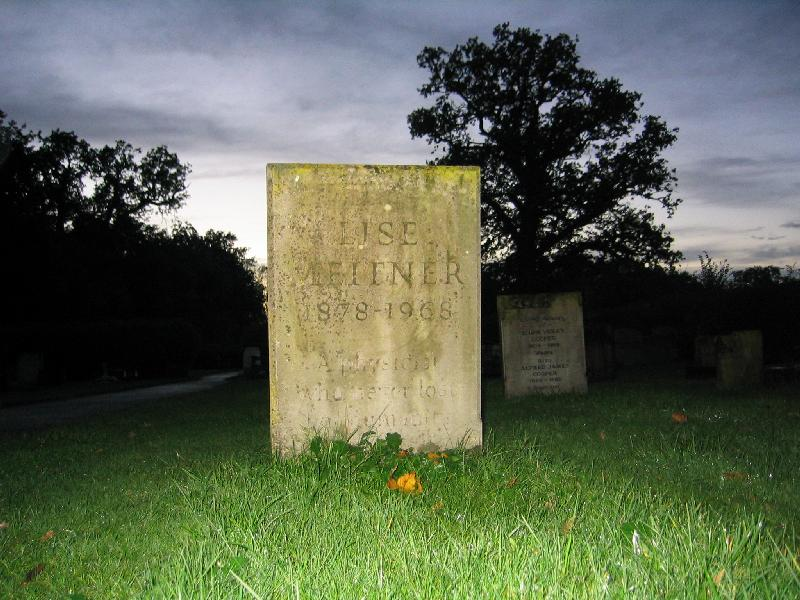
Mormântul lui Lise Meitner.

Elise Meitner a petrecut 22 de ani în Suedia, dar a rămas toată viața ei cetățeancă austriacă, deși i-a fost oferită cea suedeză de mai multe ori. Abia după ce i s-a acordat explicit păstrarea cetățeniei austriece, a luat-o – în plus – și pe cea suedeză. După marele război a vizitat patria iubită de mai multe ori, dar după moartea ei a fost înmormântată, departe de aceasta, în cimitirul St James Churchyard din Bramley, districtul Basingtoke and Deane Borough. Hampshire.

## Importanță și merite (selecție)
Lise Meitner a avut contribuții importante aduse cunoașterii naturii radioactivității. Cea mai mare parte a activității ei a fost dedicată studiului radioactivității, în special a radiațiilor alfa și beta. Ea s-a concentrat asupra efectului acestor tipuri de radiații asupra diferitelor materiale.
A descoperit – împreună cu Otto Hahn – un număr de izotopi radioactivi, inclusiv protactiniu-231 (și implicit elementul protactiniu), actiniu-C (bismut-211) și thoriu-D (plumb-208).
La începutul anului 1939 – împreună cu Otto Robert Frisch – a formulat prima interpretare fizico–teoretică asupra fisiunii nucleare. Fără îndoială, aceasta a avut o mare importanță în dezvoltarea utilizărilor (militare și pașnice) a energiei nucleare. În toamna aceluiași an, o teorie mult mai cuprinzătoare asupra mecanismului fisiunii nucleare a fost enunțată de către Niels Bohr și John Archibald Wheeler.
De asemenea, a contribuit semnificativ la înțelegerea structurii nucleelor atomice și a eliberării energiei prin dezintegre radioactivă. Împreună cu Otto Frisch a publicat o serie de lucrări care au explicat și au elucidat fundamentele fizice ale fisiunii nucleare. După 1945, s-a concentrat din ce în ce mai mult pe aspectele sociale ale fizicii nucleare, împotrivindu-se dezvoltării armelor nucleare și utilizării militară a energiei nucleare.
Pe lângă cercetările ei, angajamentul personal a fost – mai presus de toate – cel față de pace, de utilizarea precaută a energiei nucleare și de drepturile egale ale omenenilor în știință, indiferent de gen.

## Epilog
Un lucru mai este de menționat, anume discuția care continuă până în prezent, anume dacă Lise ar fi trebuit sau nu să primească Premiul Nobel pentru Chimie, alături de Otto Hahn. Fără îndoială, a avut o contribuție importantă la descoperirea fisiunii nucleare, deși a crezut inițial că  rezolvarea problemei după metoda lui Otto Hahn (chimică) nu ar fi posibilă, văzând rezolvarea numai pe cale fizică (după cum i-a declarat lui Fritz Strassmann în 1938).
În plus, este cert că numai cu ajutorul lui Otto Hahn, Meitner a putut scrie – împreună cu nepotul ei, fizicianul nuclear Otto Robert Frisch – prima interpretare fizico-teoretică asupra „spargerii” nucleului atomic al uraniului (fenomen numit astfel de Otto Hahn și redenumit ulterior „fisiune nucleară” de către Frisch). Savanta a fost singura ținută la curent asupra tuturor rezultatelor experimentelor efectuate în Berlin, în ciuda riscului asumat de Hahn de a fi descoperit și încarcerat; nici măcar fizicienii din institutul de la Berlin nu au fost informați. Lucrarea lui Meitner și Frisch a fost publicată în jurnalul științific american Nature sub titlul Disintegration of Uranium by Neutrons: a New Type of Nuclear Reaction („Dezintegrarea uraniului prin neutroni: un nou tip de reacție nucleară”) în februarie 1939. Această publicație a apărut însa la o lună distanță de cea a lui Hahn și Strassmann (15 ianuarie 1939).
Un motiv important pentru neacordarea premiului a fost probabil circumstanța că Meitner a fost în exil în timpul experimentelor decisive (deși a comunicat cu Hahn prin telefon asupra câtorva aspecte importante). În acest context Dirk Coster, unul din mijlocitorii refugiului ei în exil, i-a spus: Otto Hahn, der Nobelpreis! Er hat ihn sicher verdient. Es ist aber schade, dass ich Sie 1938 aus Berlin entführt habe […] Sonst wären Sie auch dabei gewesen. Was sicher gerechter gewesen wäre. („Otto Hahn, Premiul Nobel! Sigur că l-a meritat. Dar este păcat că v-am răpit din Berlin în 1938 [...]. Altfel ați fi fost și dumneavoastră de față. Ceea ce ar fi fost cu siguranță mai corect.”).
Otto Frisch a declarat în legătură cu premiul acordat numai lui Otto Hahn: Das ist auch nach meiner Meinung ganz richtig. Die Entdeckung der Uranspaltung […] war die entscheidende Beobachtung, aus der sich alles weitere sehr rasch entwickeln mußte. („Această decizie este și în opinia mea corectă. Descoperirea fisiunii uraniului [...] a fost observația decisivă din care totul a trebuit să se dezvolte foarte rapid.”).
Decisiv pentru încheierea discuției inițiată în mod repetat ar trebui să fie în primul rând punctul de vedere al lui Meitner, care a declarat de mai multe ori că acordarea premiului numai pentru Hahn ar fi fost absolut corectă. Aici câteva exemple:
- Die Entdeckung der Kernspaltung durch Otto Hahn und Fritz Straßmann hat ein neues Zeitalter in der Geschichte der Menschheit eröffnet. Die dieser Entdeckung zugrunde liegende wissenschaftliche Leistung scheint mir darum so bewundernswert, weil sie ohne jede theoretische Wegweisung auf rein chemischem Weg erreicht worden ist. („Descoperirea fisiunii nucleare de către Otto Hahn și Fritz Straßmann a deschis o nouă eră în istoria omenirii. Realizarea științifică care stă la baza acestei descoperiri mi se pare atât de admirabilă, deoarece a fost realizată într-un mod pur chimic, fără orientare teoretică.”)
- Hahn hat sicher den Nobelpreis für Chemie voll verdient, da ist wirklich kein Zweifel. Aber ich glaube, daß Frisch und ich etwas nicht Unwesentliches zur Aufklärung des Uranspaltungsprozesses beigetragen haben – wie er zustande kommt und daß er mit einer so großen Energieentwicklung verbunden ist, lag Hahn ganz fern. („Cu siguranță, Hahn a meritat pe deplin Premiul Nobel pentru chimie. Nu există urmă de îndoială cu privire la acest aspect. Cred însă că Otto Robert Frisch și eu însămi am adus contribuții ce nu pot fi neglijate cu privire la procesul fisiunii nucleare – care îi este originea și de ce produce atât de multă energie, aceste aspecte fiind foarte departe de preocupările lui Hahn.”)[52] Asistentul ei Carl Friedrich von Weizsäcker a mai adăugat ulterior: Er hat in der Tat diesen Nobelpreis verdient, hätte ihn auch verdient, ohne dass er diese Entdeckung gemacht hätte. Aber dass für die Kernspaltung ein Nobelpreis fällig war, das war wohl jedermann klar. („Cu siguranță că el a meritat Premniul Nobel. L-ar fi meritat chiar și fără să fi făcut această descoperire. Dar toată lumea admite că fisiunea nucleului atomic este fenomenul ce merită Premiul Nobel.”)[53]
- Es gelang mit einer ungewöhnlich guten Chemie von Hahn und Straßmann, mit einer phantastisch guten Chemie, die zu dieser Zeit wirklich niemand anderer gekonnt hat. Später haben’s die Amerikaner gelernt. Aber damals waren wirklich Hahn und Straßmann die einzigen, die das überhaupt machen konnten, weil sie so gute Chemiker waren. Sie haben wirklich mit der Chemie einen physikalischen Prozeß sozusagen nachgewiesen. („Hahn și Strassmann au fost capabili să facă acesta printr-o chimie excepțională, fantastică, ce a fost mult înaintea a ceea ce a fost oricine altcineva capabil în acele timpuri. Americanii au învățat să o facă mai târziu. Dar la acel moment, Hahn și Strassmann au fost într-adevăr singurii care au putut să o facă. Și asta pentru că au fost atât de buni chimiști. Cumva au reușit cu adevărat în utilizarea chimiei pentru a demonstra și de a dovedi un proces fizic.”) [54]

Lise Meitner va rămâne întotdeauna, chiar și fără un Premiu Nobel, una din cele mai importante personalități în domeniul fizicii.

## Onoruri

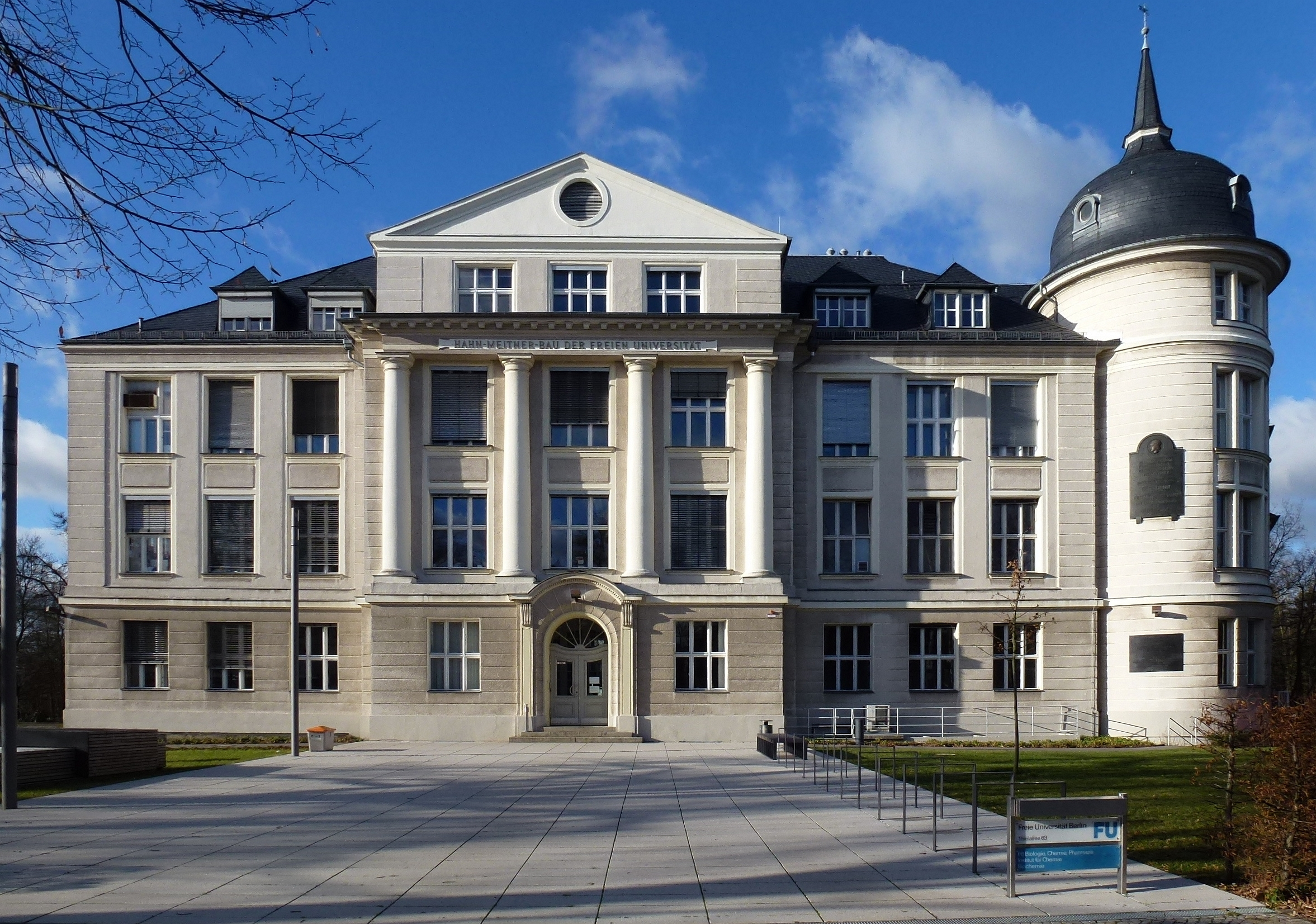
Clădirea Hahn–Meitner din Berlin.

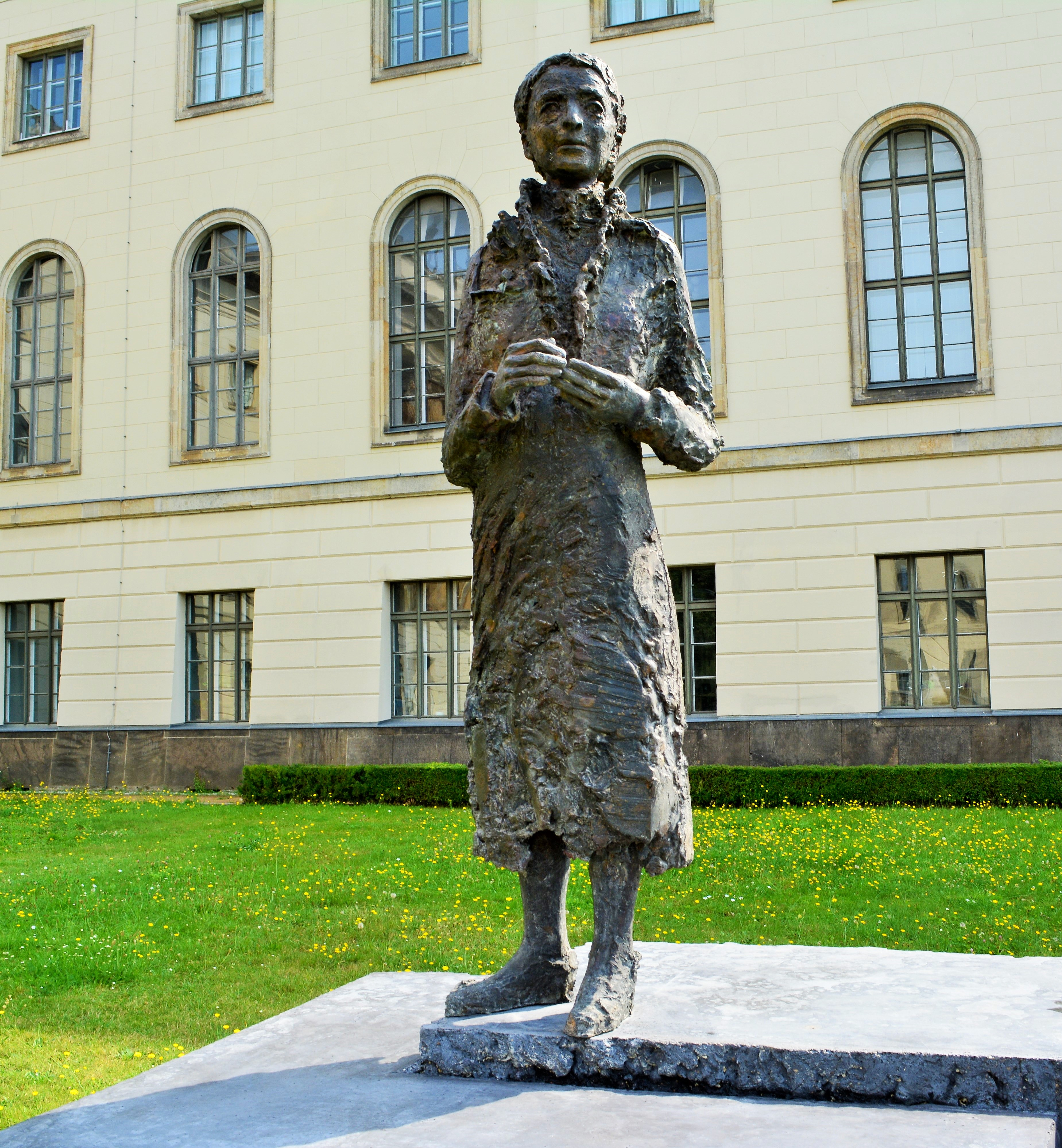
Monumentul Lisei Meitner în Berlin.

Savanta a fost onorată cu 21 de distincții științifice și publice (printre ele apartenența la 12 academii și 5 titluri de Doctor honoris causa) pentru opera și viața ei. A fost nominalizată de 48 de ori pentru Premiul Nobel, pe care nu l-a primit niciodată. Din 1937 până în 1965 au fost înregistrate în total 29 de nominalizări la Premiul pentru Fizică și în anii 1924-1948 un total de 19 nominalizări la Premiul pentru Chimie. Una dintre aceste nominalizi a fost trimisă de către Otto Hahn în 1948. În prezent, multe școli, străzi și placi comemorative amintesc de marea fiziciană.

### Societăți (selecție)
- Membră a Academiei Leopodine (1926)[56]
- Membră străină a Royal Society
- Membră a Academiei Americane de Arte și Științe
- Membră a Academiei Regale Suedeze de Științe
- Membră a Academiei de Științe din Göttingen[57]
- Membră a Academiei de Științe din RDG

### Distincții (selectie)
- Medalia Leibniz în argint (1924)
- Premiul Lieben (1925)

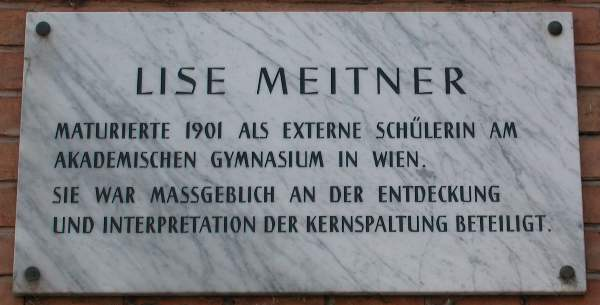
Placă comemorativă la Viena.

- Premiul de Științe al orașului Viena (1947)
- Medalia Max Planck (1949)
- Premiul Otto-Hahn pentru chimie și fizică (1955)
- Pour le Mérite în domeniul Științei și Artelor (1957)
- Ordinul de Merit al Republicii Federale Germania (1959)[58]
- Cetățeancă de onoare a orașului Berlin (1959)[59]
- Medalia Wilhelm Exner (1960)
- Premiul Enrico Fermi (1966)
- Medalia de onoare pentru Științe și Arte a Austriei (1967)
- Asteroidul 6999 Meitner (1977), un crater de impact de pe lună și unul de pe Venus au fost denumiți în memoria sa[60]
- Elementul chimic meitneriu (1997) a fost denumit în onoarea ei
- Complexul Hahn-Meitner (2010), fostul „Institut pentru Chimie”[61]

## Publicații (selecție)
- Wärmeleitung in inhomogenen Körpern, Editura Hölder, Viena 1906 (teza de la 22 februarie 1906)
- Über die Absorption der α- und β-Strahlen, în: Physikalische Zeitschrift, vol. 7, 1906, p. 588-590
- Die Muttersubstanz des Actiniums, ein Neues Radioaktives Element von Langer Lebensdauer, în: Physikalische Zeitschrift, vol. 19, 1918, p. 208-218 (împreună cu Otto Hahn)
- Über das Protactinium, în: Die Naturwissenschaften - Wochenschrift f. die Fortschritte der reinen u. angewandten Naturwissenschaften, Editura Springer, Berlin 1918, anul 6, caietul 22 și 23
- Über das Protactinium und die Frage nach der Möglichkeit seiner Herstellung als chemisches Element, în: Die Naturwissenschaften - Wochenschrift f. die Fortschritte der reinen u. angewandten Naturwissenschaften, vol. 7, nr. 33, 1919, p. 611-612 (împreună cu Otto Hahn)
- Radioaktivität und Atomkonstitution, în: Die Naturwissenschaften - Wochenschrift f. die Fortschritte der reinen u. angewandten Naturwissenschaften, Editura Springer, Berlin 1921, anul 9
- Über das Arbeiten mit radioaktiven Substanzen, în: Die Naturwissenschaften - Wochenschrift f. die Fortschritte der reinen u. angewandten Naturwissenschaften, Editura Springer, Berlin 1921, anul 9 (împreună cu Otto Hahn)
- Über die b-Strahl-Spektra und ihren Zusammenhang mit der g-Strahlung, în: Zeitschrift für Physik, vol. 11, 1922, p. 35-54
- Der Zusammenhang zwischen β- und γ-Strahlen, în: Ergebnisse der Exakten Naturwissenschaften, nr. 3, 1924
- Atomvorgänge und ihre Sichtbarmachung, Editura Enke, Stuttgart 1926
- Über den Aufbau des Atominnern, în: Die Naturwissenschaften - Wochenschrift f. die Fortschritte der reinen u. angewandten Naturwissenschaften, vol. 15, nr. 16, Editura Springer, Berlin 1927, p. 369-378
- Über die Wechselwirkung zwischen Neutronen und Atomkernen, în: Die Naturwissenschaften - Wochenschrift f. die Fortschritte der reinen u. angewandten Naturwissenschaften, Editura Springer, Berlin 1921, anul 20 (împreună cu [[Kurt Philipp)
- Der Aufbau der Atomkerne: natürliche und künstliche Kernumwandlungen, Editura Springer, Berlin 1935, cu 13 ilustrații (împreună cu Max Delbrück)
- Disintegration of Uranium by Neutrons: a New Type of Nuclear Reaction, în: Nature, vol. 143, 1939, p. 239-240 (împreună cu Otto Robert Frisch)
- Atomenergie und Frieden, în: Schriftenreihe der Österr. UNESCO-Kommission, Editura Frick, Viena 1955 (împreună cu Otto Hahn)
- The status of women in the professions, în: Physics Today, vol. 13, nr. 8, 1960, p. 16-21
- Wege und Irrwege zur Kernenergie, în: Naturwissenschaftliche Rundschau, vol. 16, 1963, p. 167–169